# Gélon
Pour l’article homonyme, voir Gélon (ville).
Gélon (grec ancien : Γέλων), né vers -525 av. J.-C.. et mort en 478 av. J.-C., fut le tyran de Géla, puis de Syracuse.

## Famille
Il est le fils de Dinomène (Deinomenes) le vieux, le petit fils de Molossos, l'arrière petit-fils de Telines, hiérophante vers -585.
On lui connait trois frères : Hiéron Ier, tyran de Syracuse, Polyzelos, beau-père de Théron, et Thrasyboulos, aussi tyran de Syracuse.
De son mariage avec Demarate, fille de Théron, il a un fils, enfant en -477, il survit à son père et est probablement l'ancêtre de Hiéron II, tyran de Syracuse qui se prétendait descendre de Gélon Ier.

## Biographie
Chef des armées d'Hippocrate, Gélon, à qui Hérodote prête des ancêtres parmi les fondateurs de Géla, lui succède en usurpant les droits de son fils.
Après six ans de règne à Géla, il s'installe, avec la moitié de ses sujets, à Syracuse après l'avoir conquise en 485 av. J.-C., laissant son frère Hiéron à la tête de Géla, puis détruit Megara Hyblæa, colonie grecque proche de Syracuse, dont il chasse les habitants, et annexe son territoire en 483 av. J.-C. ou 481 av. J.-C.
L'arrivée au pouvoir de Gélon à Syracuse s'accompagne d'un renforcement de la présence grecque en Sicile. Il conduit une série de batailles visant à éloigner les pressions des Sicules et des Sicanes. En outre, il transforme Syracuse en une ville puissante, dotée d'une marine et d'une armée aguerries, en la repeuplant avec la population de Géla et en incorporant une partie des habitants de Megara Hyblæa vaincus. Il s'allie avec Théron d'Agrigente en épousant sa fille, alors que ce dernier choisit une de ses nièces pour épouse. Les deux alliés ont une politique expansionniste contre laquelle s'élève le tyran d'Himère et Anaxiras, roi de Rhégion, qui font appel aux Carthaginois, ce qui entraîne la Première Guerre gréco-punique. Gélon et Théron gagnent la bataille d'Himère (480 av. J.-C.) et s'emparent de la ville. Ils contrôlent alors la majeure partie de la Sicile grecque, excepté Sélinonte et Messine qui reste sous le contrôle d'Anaxilas. Gélon s'impose comme l'homme fort de la Sicile
Grâce au tribut de Carthage, il érige un grand temple en l'honneur d'Athéna, sur lequel sera construite la cathédrale de Syracuse, ainsi qu'un temple à Déméter et un autre à Perséphone. Il fait également construire le théâtre.
En 478 av. J.-C., à la mort de Gélon, son frère Hiéron Ier lui succède.
Il est inhumé avec sa femme Démarète, dans un grand monument doté de neuf tours qui sont abattues par Agathoclès après que les Carthaginois ont réutilisé les pierres en -396.